# مارینا دوروندا
مارینا دوروندا (به ترکی آذربایجانی: Marina Durunda) ژیمناست زادهٔ ۱۲ ژوئن ۱۹۹۷ میلادی اهل کشور جمهوری آذربایجان است.